# Список дипломатичних місій Азербайджану

Держави, які уклали дипломатичні місій з Азербайджаном
Азербайджан
Посольство та генеральне консульство (а)
Посольство

Це список дипломатичних місій Азербайджану. Азербайджан має ряд дипломатичних представництв в Європі, Азії, Близькому Сході, деяких країнах Африки та країнах Північної Америці. Азербайджан не має посольства у Вірменії, через її участі в карабахській війні.
У списку представлені посольства, дипломатичні представництва і консульські установи Азербайджанської Республіки.

## Європа
- Австрія
  - Відень (Посольство)
- Білорусь
  - Мінськ (Посольство)
- Бельгія
  - Брюссель (Посольство)
- Боснія і Герцеговина
  - Сараєво (Посольство)
- Болгарія
  - Софія (Посольство)
- Хорватія
  - Загреб (Посольство)
- Чехія
  - Прага (Посольство)
- Естонія
  - Таллінн (Посольство)
- Франція
  - Париж (Посольство)
- Грузія
  - Тбілісі (Посольство)
  - Батумі (Генеральне консульство)
- Німеччина
  - Берлін (Посольство)
- Греція
  - Афіни (Посольство)
- Угорщина
  - Будапешт (Посольство)
- Італія
  - Рима (Посольство)
- Латвія
  - Рига (Посольство)
- Литва
  - Вільнюс (Посольство)
- Молдова
  - Кишинів (Посольство)
- Чорногорія
  - Подгориця (Посольство)
- Нідерланди
  - Гаага (Посольство)
- Польща
  - Варшава (Посольство)
- Румунія
  - Бухарест (Посольство)
- Росія
  - Москва (Посольство)

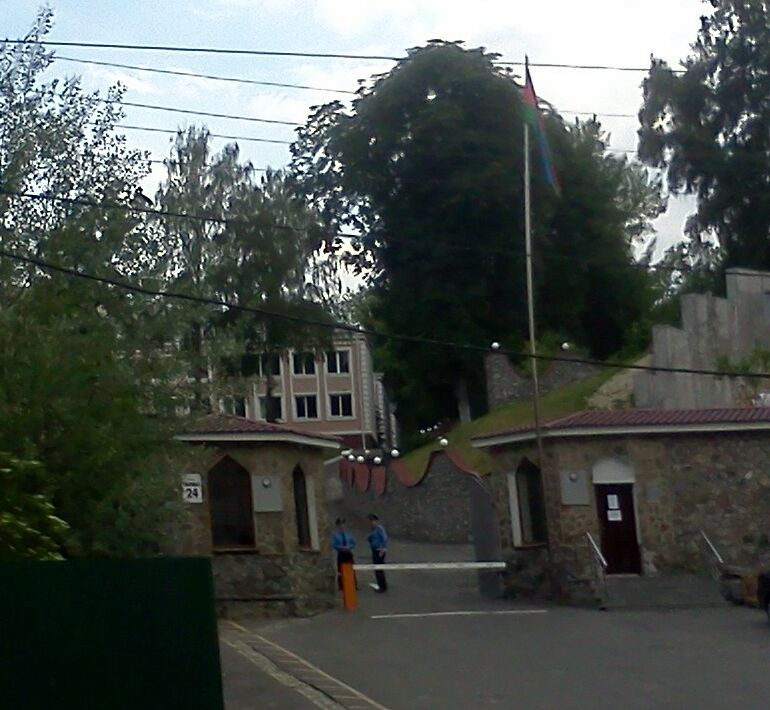
Посольство Азербайджану в Києві

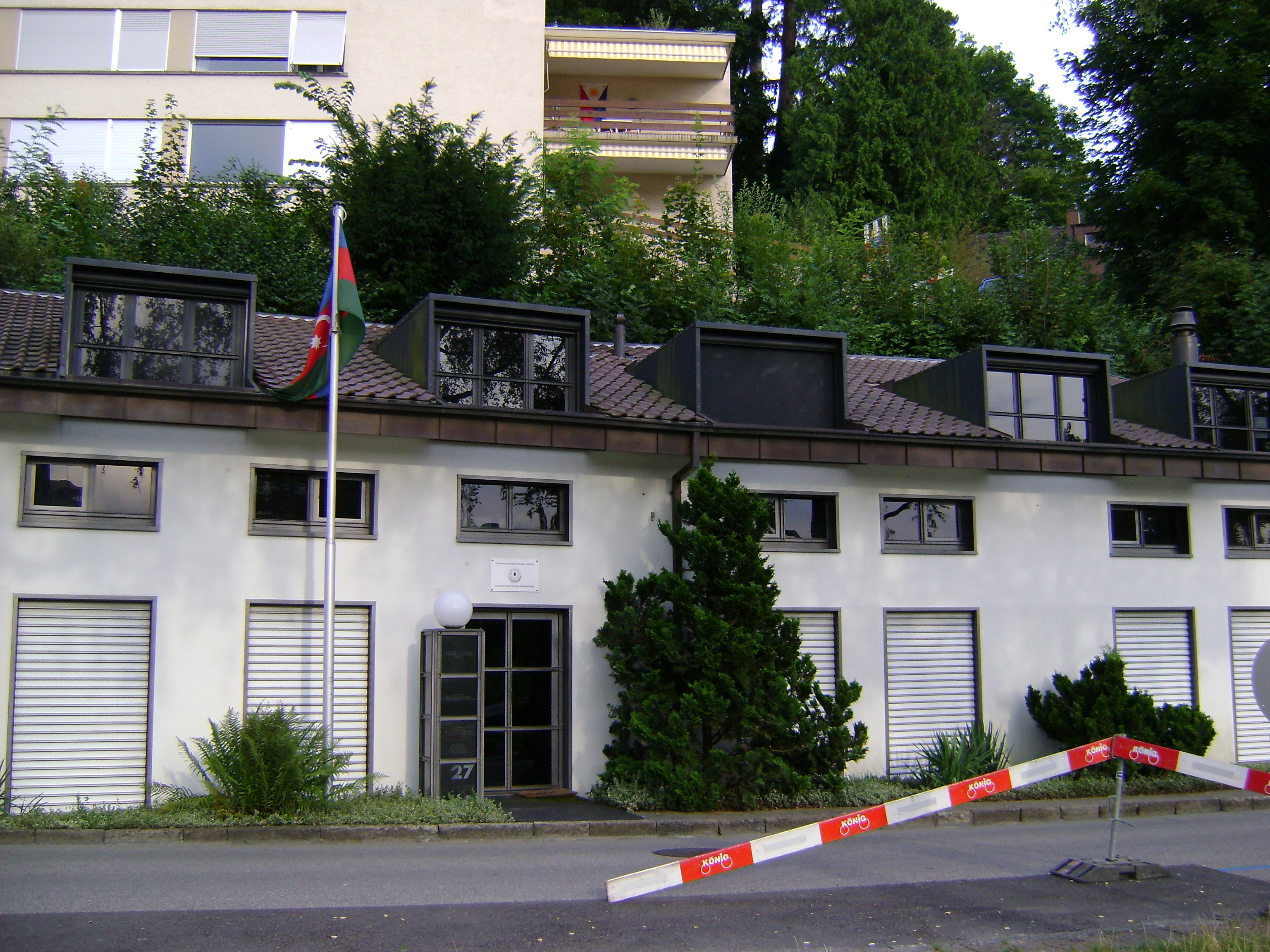
Посольство Азербайджану в Берні

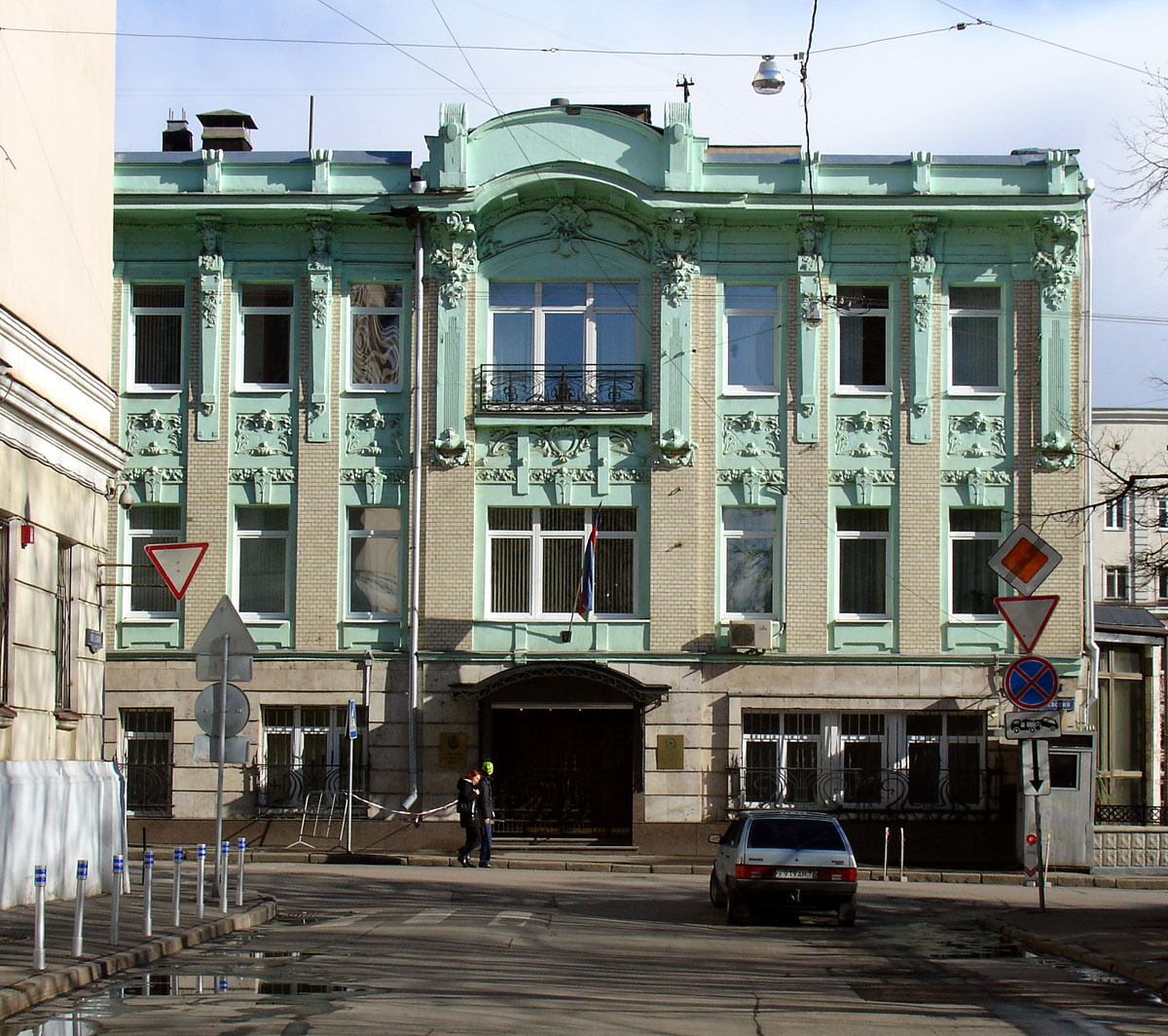
Посольство Азербайджану в Москві

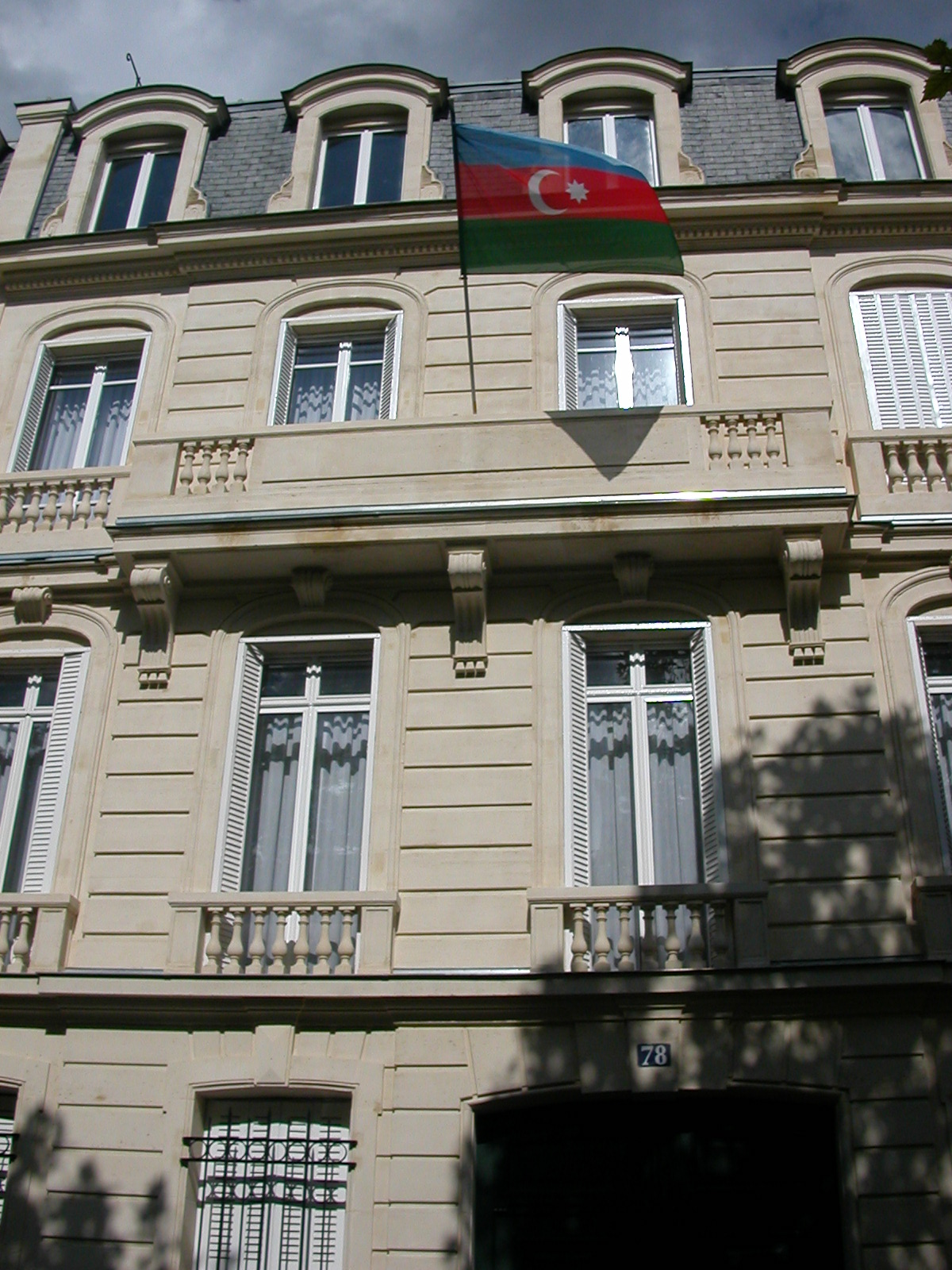
Посольство Азербайджану в Парижі

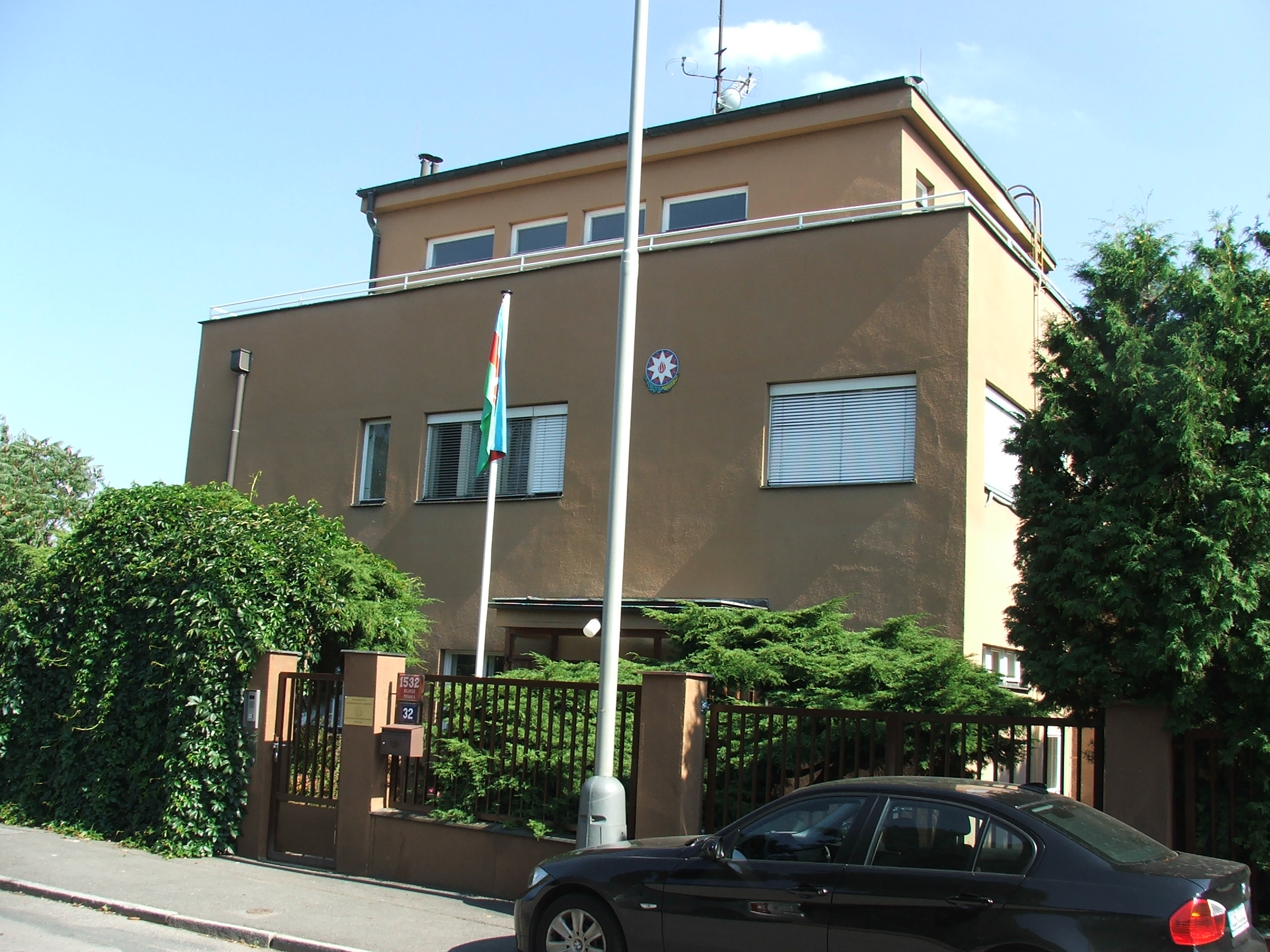
Посольство Азербайджану в Празі

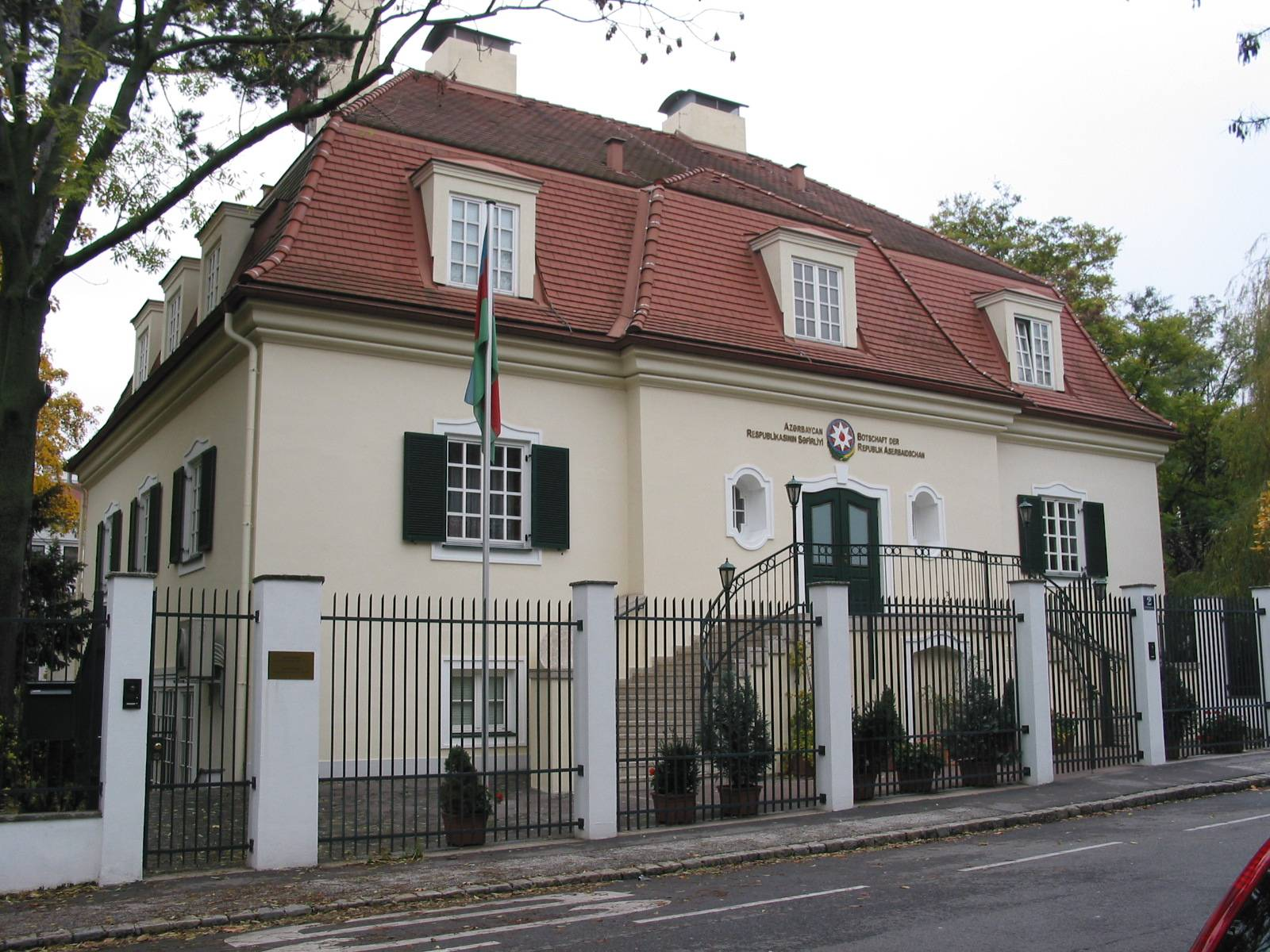
Посольство Азербайджану в Відні

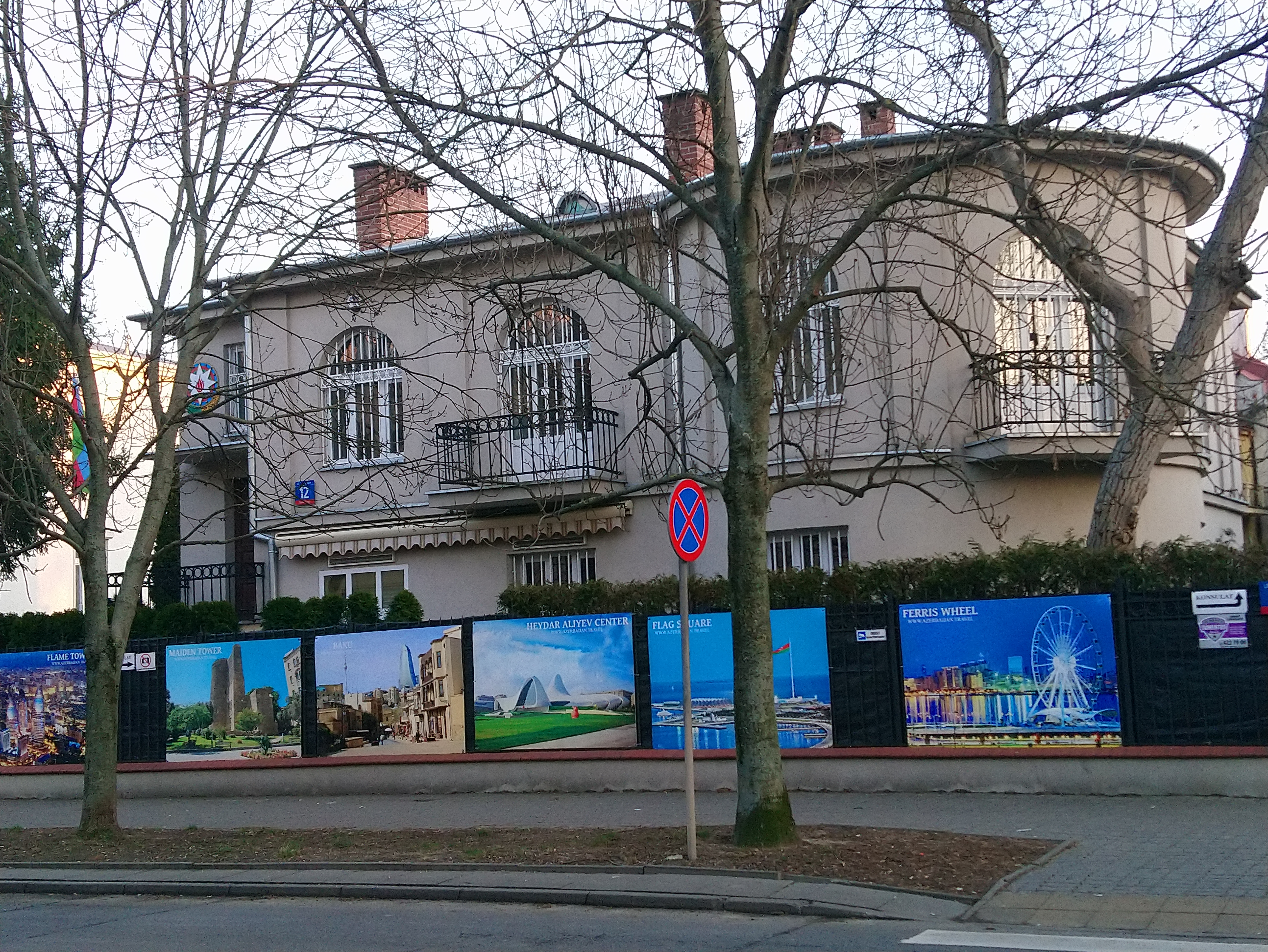
Посольство Азербайджану в Варшаві

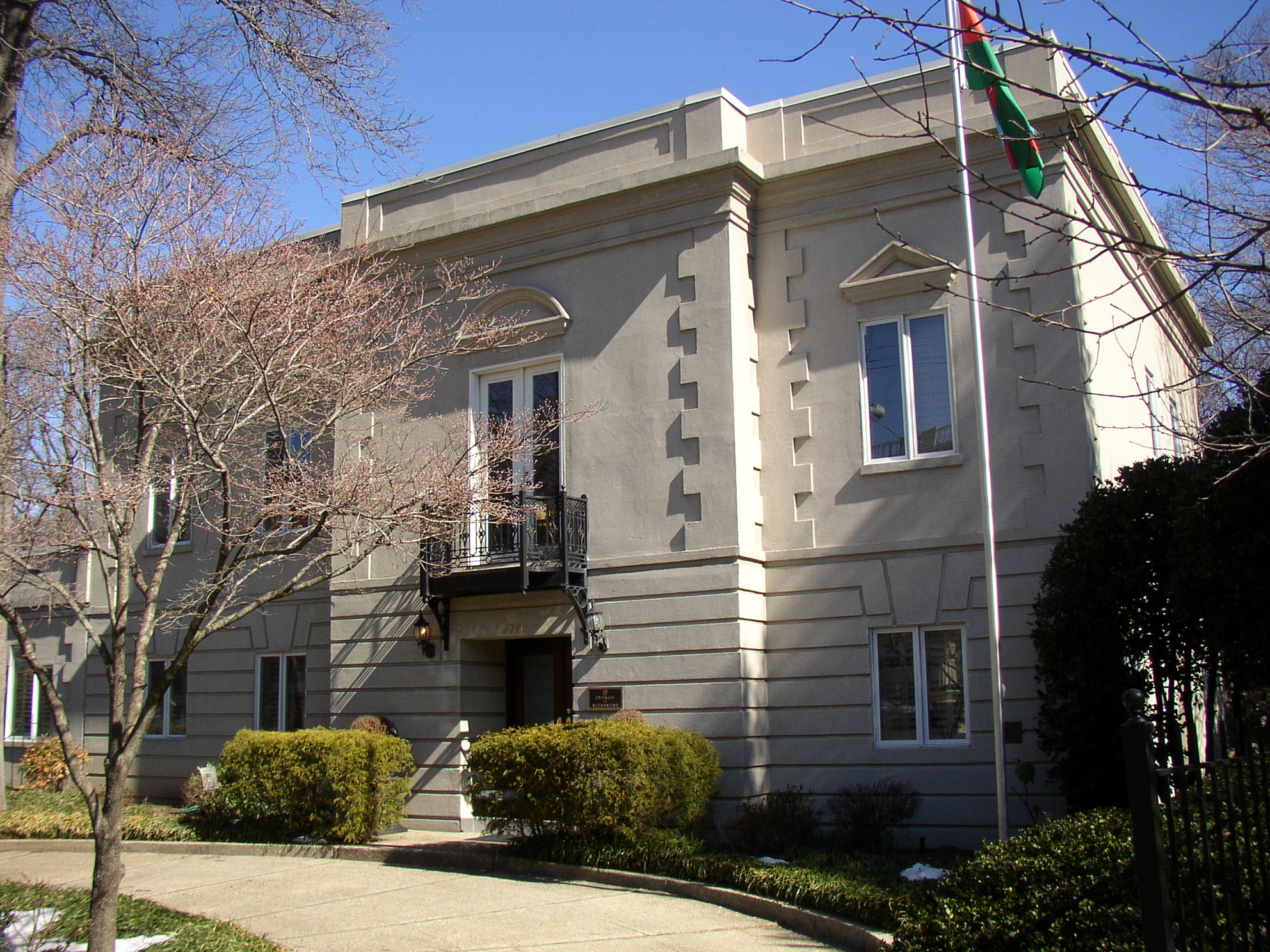
Посольство Азербайджану в Вашингтоні

  - Санкт-Петербург (Генеральне консульство)
  - Єкатеринбург (Генеральне консульство)
- Сербія
  - Белград (Посольство)
- Словенія
  - Любляна (Посольство)
- Іспанія
  - Мадрид (Посольство)
- Швеція
  - Стокгольм (Посольство)
- Швейцарія
  - Берн (Посольство)
- Україна
  - Київ (Посольство Азербайджану в Україні)
- Велика Британія
  - Лондон (Посольство)

## Північна Америка
- Канада
  - Оттава (Посольство)
- Куба
  - Гавана (Посольство)
- Мексика
  - Мехіко (Посольство)
- США
  - Вашингтон (Посольство)
  - Лос-Анджелес (Генеральне консульство)

## Південна Америка
- Аргентина
  - Буенос-Айрес (Посольство)
- Бразилія
  - Бразиліа (Посольство)

## Африка
- Єгипет
  - Каїр (Посольство)
- Лівія
  - Триполі (Посольство)
- Марокко
  - Рабат (Посольство)
- ПАР
  - Преторія (Посольство)

## Азія
- Китай
  - Пекін (Посольство)
- Індія
  - Нью-Делі (Посольство)
- Індонезія
  - Джакарта (Посольство)
- Іран
  - Тегеран (Посольство)
  - Тебріз (Генеральне консульство)
- Японія
  - Токіо (Посольство)
- Йорданія
  - Амман (Посольство)
- Казахстан
  - Астана (Посольство)
  - Актау (Генеральне консульство)
- Республіка Корея
  - Сеул (Посольство)
- Кувейт
  - Кувейт (Посольство)
- Киргизстан
  - Бішкек (Посольство)
- Малайзія
  - Куала-Лумпура (Посольство)
- Пакистан
  - Ісламабад (Посольство)
- Катар
  - Доха (Посольство)
- Саудівська Аравія
  - Ер-Ріяд (Посольство)
- Сирія
  - Дамаск (Посольство)
- Таджикистан
  - Душанбе (Посольство)
- Туреччина
  - Анкара (Посольство)
  - Стамбул (Генеральне консульство)
  - Карс (Генеральне консульство)
- Туркменістан
  - Ашхабад (Посольство)
- Об'єднані Арабські Емірати
  - Абу-Дабі (Посольство)
  - Дубай (консульство)
- Узбекистан
  - Ташкент (Посольство)

## Міжнародні організації
- Брюссель (Місія НАТО)
- Женева (Постійне представництво при ООН та інших міжнародних організацій)
- Нью-Йорк (Постійне представництво при ООН)
- Париж (Місія ЮНЕСКО)
- Страсбург (Постійне представництво при Ради Європи)